# Sous-secrétaire d'État à la guerre
Le poste de sous-secrétaire d'État à la Guerre était un poste du gouvernement britannique, qui avait été appliqué pour la première fois à Evan Nepean. Le poste a été rétabli en 1854 et est resté en place jusqu'en 1947, date à laquelle il a été combiné à celui de Secrétaire financier au ministère de la Guerre. En 1964, le Bureau de la guerre, le Ministère de l' Amirauté et de l' Air ont été fusionnés pour former le Ministère de la défense et le poste a été supprimé.

## Sous-secrétaire d'État parlementaires à la guerre, 1794–1801
| Nom               | Période   |
| ----------------- | --------- |
| Evan Nepean       | 1794–1795 |
| William Huskisson | 1795–1801 |

Voir Sous-secrétaire d'État à la Guerre et aux Colonies pour la période 1801-1854.

## Sous-secrétaire d'État parlementaires à la guerre, 1854-1947
| Nom                                  | Période                     |
| ------------------------------------ | --------------------------- |
| Henry Roberts                        | 1854–1855                   |
| Frederick Peel                       | 1855–1857                   |
| John William Ramsden                 | 1857–1858                   |
| Charles Hardinge                     | 1858 - 1859                 |
| James St Clair-Erskine               | mars 1859 - juin 1859       |
| George Robinson                      | juin 1859 - janvier 1861    |
| Thomas Baring                        | janvier 1861 - juillet 1861 |
| George Robinson                      | juillet 1861 - 1863         |
| Spencer Cavendish                    | 1863 - février 1866         |
| Frederick Temple Blackwood           | février 1866 - juillet 1866 |
| William Pakenham                     | juillet 1866 - 1868         |
| Thomas Baring                        | 1868 - 1872                 |
| Henry Petty-Fitzmaurice              | 1872 - 1874                 |
| George Herbert                       | 1874 - 1875                 |
| George Cadogan                       | 1875 - 1878                 |
| William Keppel                       | 1878 - 1880                 |
| Albert Parker                        | 1880 - 1885                 |
| William Keppel                       | 1885 - février 1886         |
| William Mansfield                    | février 1886 - août 1886    |
| George Harris                        | août 1886 - 1890            |
| Adelbert Brownlow-Cust               | 1890 - 1892                 |
| William Mansfield                    | 1892 - janvier 1895         |
| Robert Collier                       | janvier 1895 - juillet 1895 |
| St John Brodrick                     | juillet 1895 - 1898         |
| George Wyndham                       | 1898 - 1900                 |
| George Somerset                      | 1900 - 1902                 |
| Albert Yorke                         | 1902 - 1903                 |
| Richard Hely-Hutchison               | 1903 - 1905                 |
| Newton Wallop                        | 1905 - 1908                 |
| Auberon Herbert                      | 1908 - 1911                 |
| Jack Seely                           | 1911 - 1912                 |
| Harold Tennant                       | 1912 - 1916                 |
| Edward Stanley                       | 1916                        |
| Ian Macpherson                       | 1916 - 1919                 |
| William Peel                         | 1919 - 1921                 |
| Robert Sanders                       | 1921 - 1922                 |
| Walter Guinness                      | 1922 - 1923                 |
| Wilfrid Ashley                       | 1923 - 1924                 |
| Clement Attlee                       | 1924                        |
| Richard Onslow                       | 1924 - 1928                 |
| George Sutherland-Leveson-Gower      | 1928 - 1929                 |
| Herbrand Sackville                   | 1929 - 1930                 |
| Dudley Aman                          | 1930 - 1931                 |
| poste vacant                         | 1931                        |
| James Stanhope                       | 1931 - 1934                 |
| Donald Howard                        | 1934 - 1939                 |
| Geoffrey FitzClarence                | 1939                        |
| John Lyttelton                       | 1939 - 1940                 |
| Henry Page Croft et Edward Grigg     | 1940 - 1942                 |
| Henry Page Croft et Arthur Henderson | 1942 - 1943                 |
| Henry Page Croft                     | 1943 - 1945                 |
| Harry Nathan                         | 1945 - 1946                 |
| Frank Pakenham                       | 1946 - avril 1947           |

En avril 1947, ce bureau a été combiné avec celui de Secrétaire financier au ministère de la Guerre.

## Sous-secrétaire d'État parlementaires à la guerre et secrétaire financier du Bureau de la guerre, 1947-1964
| Nom             | Période           |
| --------------- | ----------------- |
| John Freeman    | 1947 - ?          |
| Michael Stewart | ? - 1951          |
| Woodrow Wyatt   | 1951              |
| James Hutchison | 1951 - 1954       |
| Fitzroy Maclean | 1954 - 1957       |
| Julian Amery    | 1957 - 1958       |
| Hugh Fraser     | 1958 - 1960       |
| James Ramsden   | 1960 - 1963       |
| Peter Kirk      | 1963 - avril 1964 |

Réorganisation du bureau le 1er avril 1964

## Sous-secrétaires d'État permanents à la guerre, 1854-1966
| Nom                                | Période     |
| ---------------------------------- | ----------- |
| Godfrey Charles Mundy              | 1854 - 1857 |
| Benjamin Hawes                     | 1857 - 1862 |
| Edward Lugard                      | 1862- 1871  |
| John Vivian.                       | 1871 - 1878 |
| Ralph Wood Thompson                | 1878 - 1895 |
| Arthur Haliburton                  | 1895 - 1897 |
| Ralph Henry Knox                   | 1897 - 1901 |
| Edward Ward                        | 1901 - 1914 |
| Reginald Brade                     | 1914 - 1920 |
| Herbert Creedy                     | 1920 - 1939 |
| James Grigg                        | 1939 - 1942 |
| Frederick Bovenschen et Eric Speed | 1942 - 1945 |
| E. Speed                           | 1945 - 1949 |
| G. Turner                          | 1949 - 1956 |
| Edward Playfair                    | 1956 - 1960 |
| Richard Way                        | 1960 - 1963 |
| A. Drew                            | 1963 - 1964 |